# イギリス国立物理学研究所
イギリス国立物理学研究所（イギリスこくりつぶつりがくけんきゅうしょ、英語: National Physical Laboratory、略称: NPL）は、イギリスの国立の計量標準研究所であり、ロンドン、テディントンのブッシー公園にある。イギリス最大の応用物理学の研究機関である。

## 歴史
NPLは計測学と物質科学において、国際的に評価されている中核的研究機関である。1900年にブッシーハウスを所在地として選んで以来、国家の計量標準の開発と保守を行ってきた。今では、ビジネス・イノベーション・職業技能省からの予算で National Measurement System の科学面を支えている。産業界における計測に関する問題に科学的支援を行う営利サービスも行っており、MSF標準電波局を管理している。
テディントンにはかつて国立化学研究所もあったが、1965年に閉鎖され、その機能の一部はNPLに移管された。
IET（英国工学技術学会）などとも連携し、関連分野の科学者や工学者を支援している。
2007年、テディントンにNPLの先端研究施設が完成した。

## 研究者
NPLに勤務していた研究者としては、金属疲労の先駆的研究者の1人 H.J. Gough がおり、1914年から1938年までの19年間勤務していた。クォーツ時計技術の開発に貢献した D. W. Dye、レーダーの開発で知られるロバート・ワトソン＝ワットもいる。
第二次世界大戦中に反跳爆弾を発明したバーンズ・ウォリスは、当初NPLに在籍していた。Sydney Goldstein と James Lighthill は第二次世界大戦中にNPLの空気力学部門に在籍し、それぞれ境界層と超音速空気力学を研究していた。
戦後の研究者としては、初期のコンピュータ設計で知られるハリー・ハスキーと計算機科学の父といわれるアラン・チューリングがおり、初期のコンピュータであるACEの開発に従事していた。数値解析で知られるジェームズ・H・ウィルキンソンもACE開発に携わっていた。また、アメリカで発明された原子時計の精度を高めたセシウム原子時計を開発したルイス・エッセンがいる。1960年代には、パケット通信を発明したポール・バランとドナルド・デービスがいる。ほかにNPLで勤務していた者として、計算材料熱力学の父とされる Oswald Kubaschewski がいる。

主な研究者
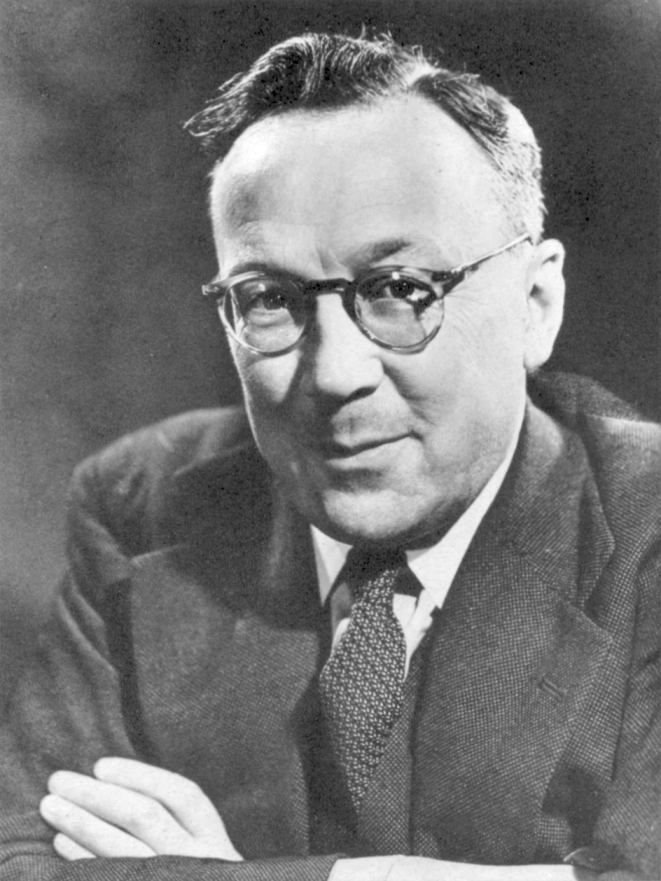
ロバート・ワトソン＝ワット
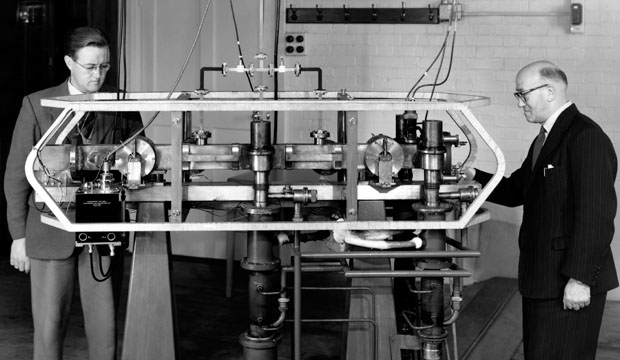
ルイス・エッセン（右）と原子時計

## 主な歴代所長
- Richard Tetley Glazebrook、1900–1919
- Joseph Ernest Petavel、1919–1936
- Frank Edward Smith、1936-1937（代理）
- ローレンス・ブラッグ、1937–1938
- チャールズ・ゴールトン・ダーウィン, 1938–1949
- エドワード・アップルトン、1941 （代理）
- エドワード・ブラード、1948–1955
- Gordon Brims Black McIvor Sutherland、1956–1964
- Brian Bowsher、2009–2015

NPLの所長
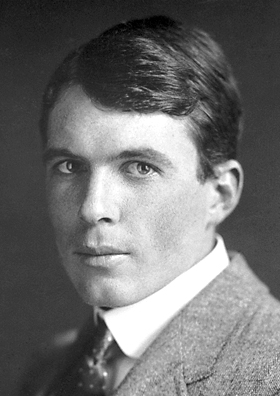
ローレンス・ブラッグ
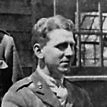
エドワード・アップルトン

## 建物

NPLの建物
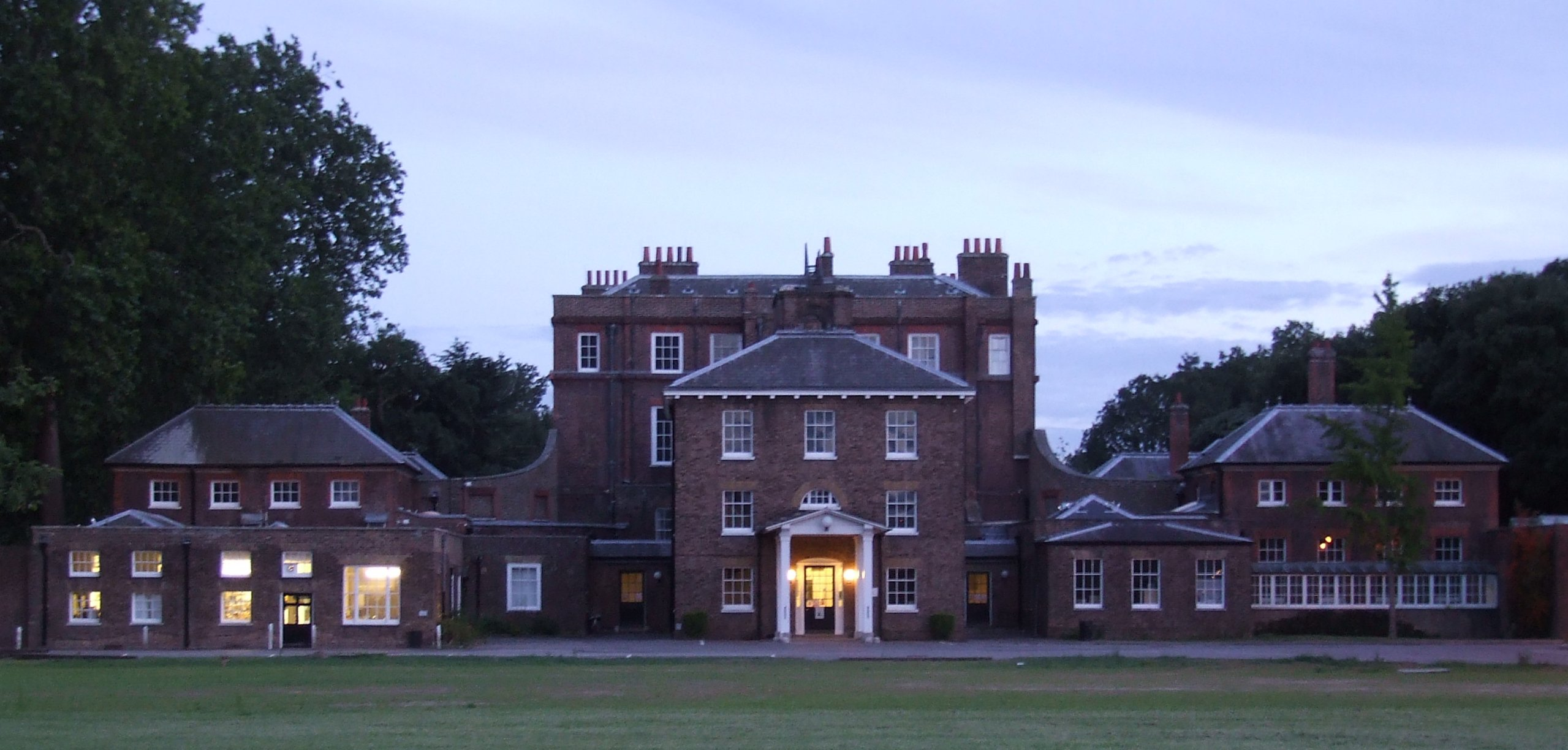
ブッシーハウス
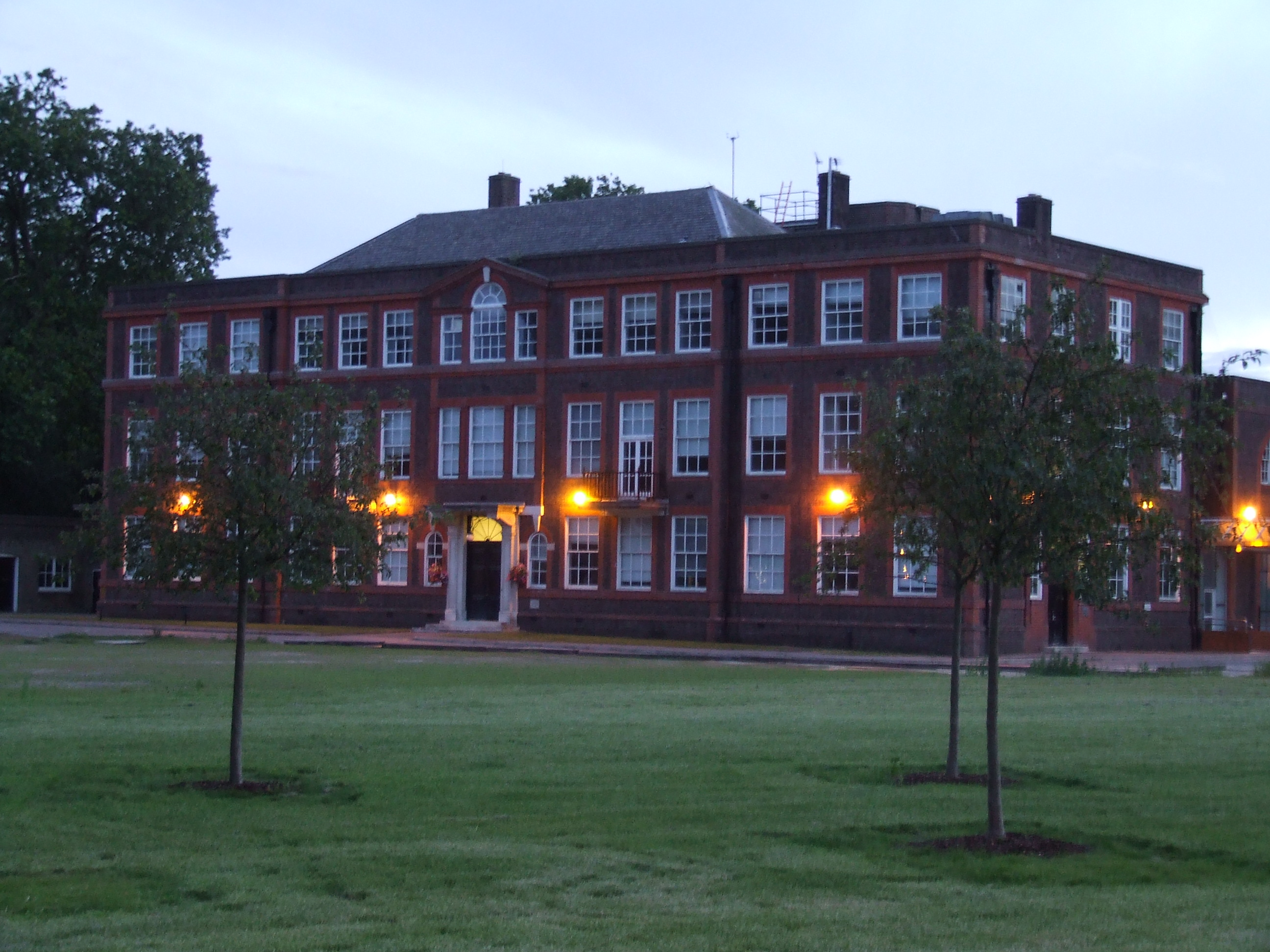
NPLの建物の1つ
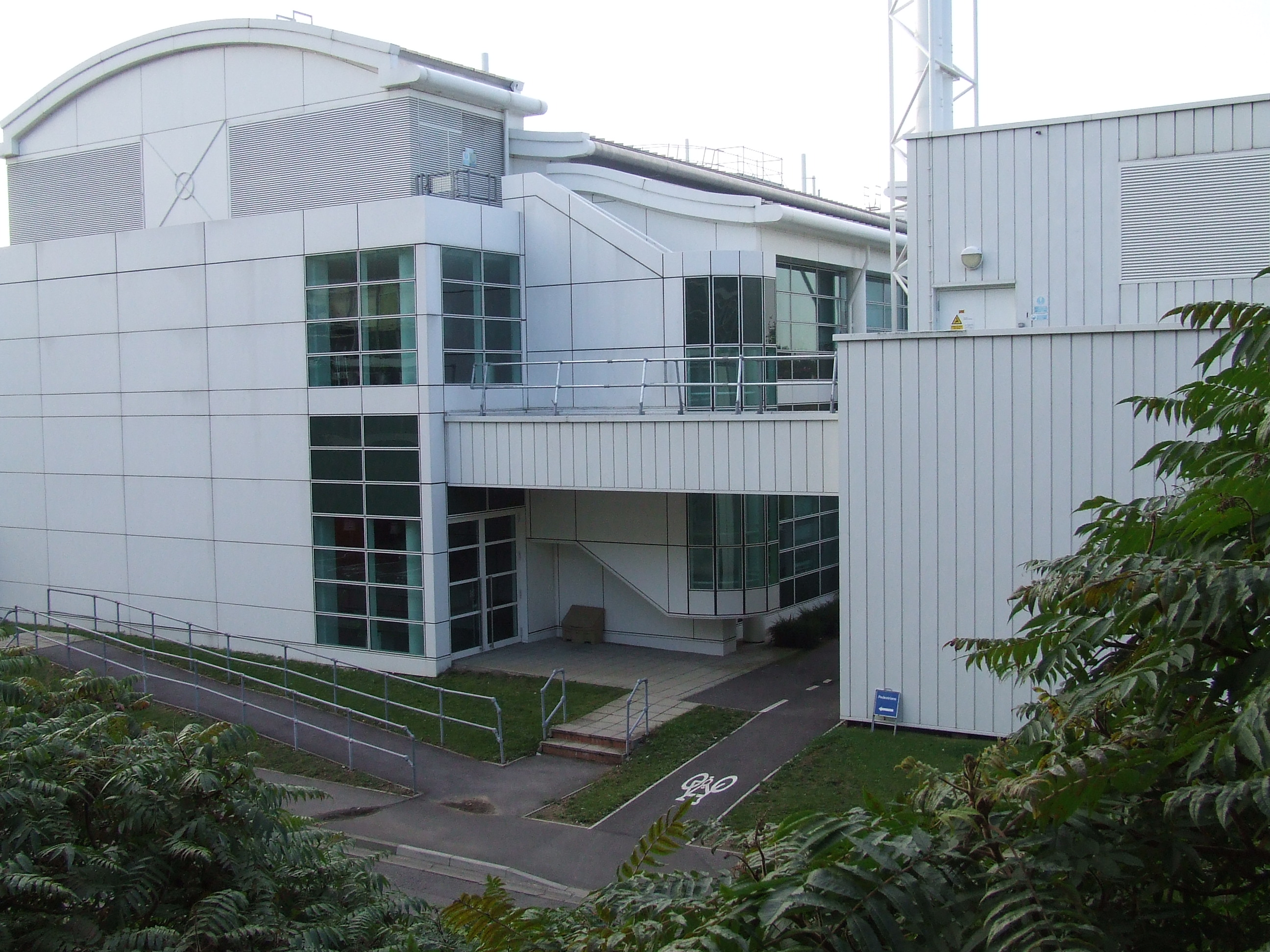
新しい建物
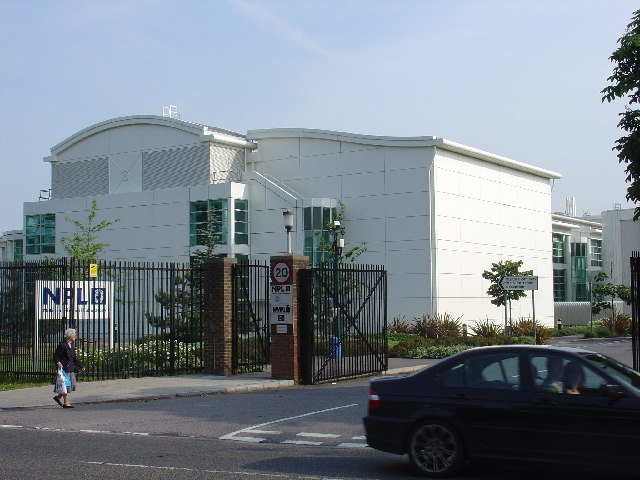
正面入口
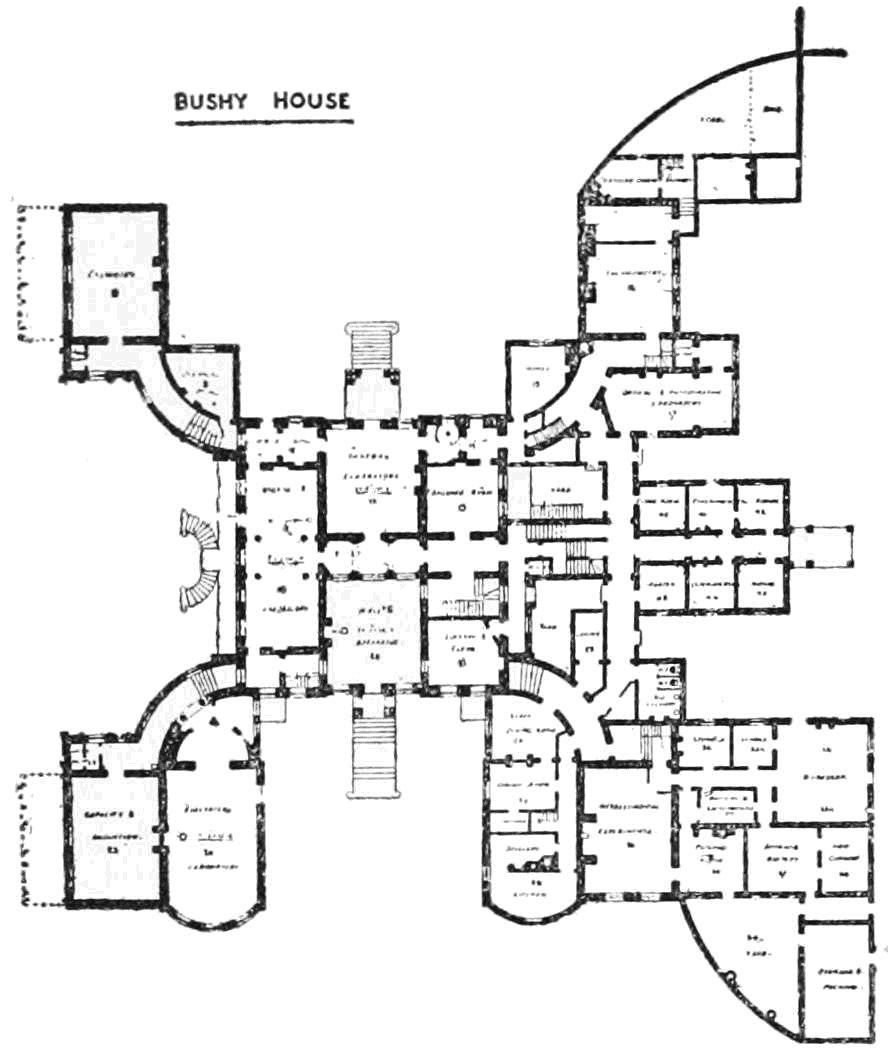
ブッシーハウスの平面図 (1901/1902)
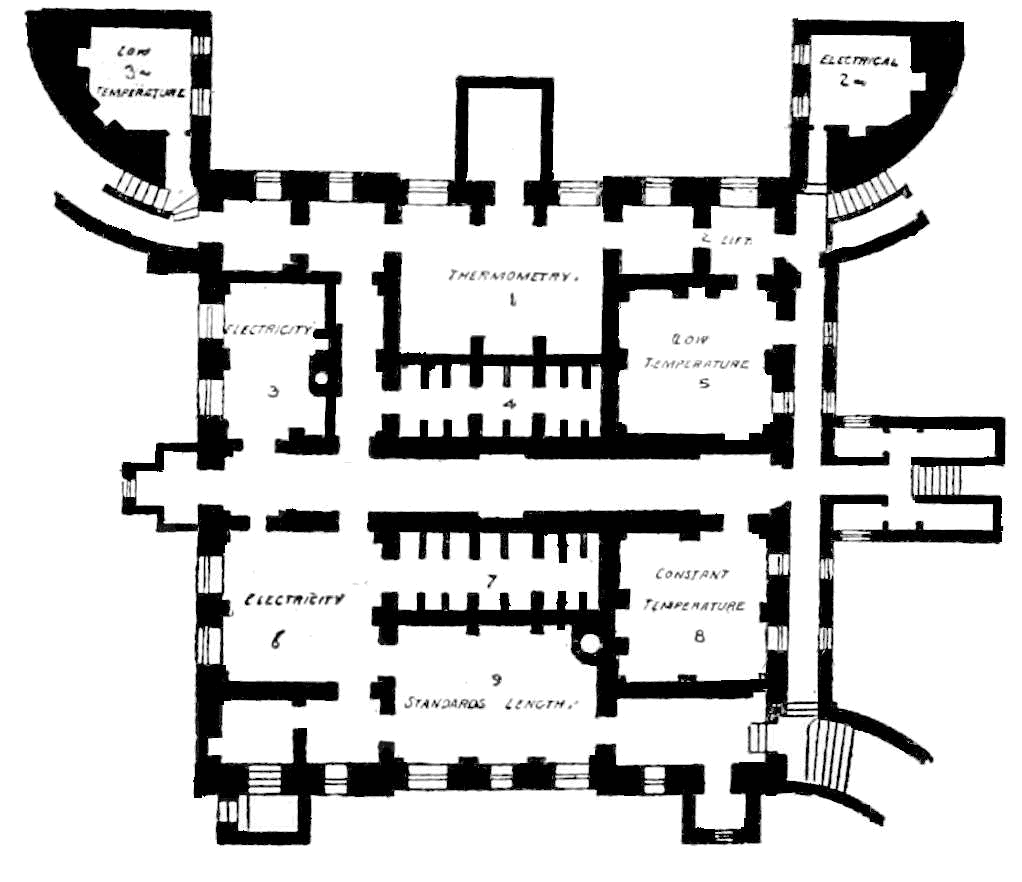
ブッシーハウスの平面図 (1901/1902)